# Central Heights-Midland City
Central Heights-Midland City – jednostka osadnicza w Stanach Zjednoczonych, w stanie Arizona, w hrabstwie Gila.